# Torrent de Planells
El Torrent de Planells és un afluent per la dreta de l'Aigua de Valls, a la Vall de Lord que transcorre íntegrament pel terme municipal de Guixers.

## Xarxa hidrogràfica
Aquest torrent no té cap afluent.